# Тернівка (Обухівський район)
Терні́вка — село в Україні, в Обухівському районі Київської області. Населення становить 303 осіб.